# جسیکا تندی

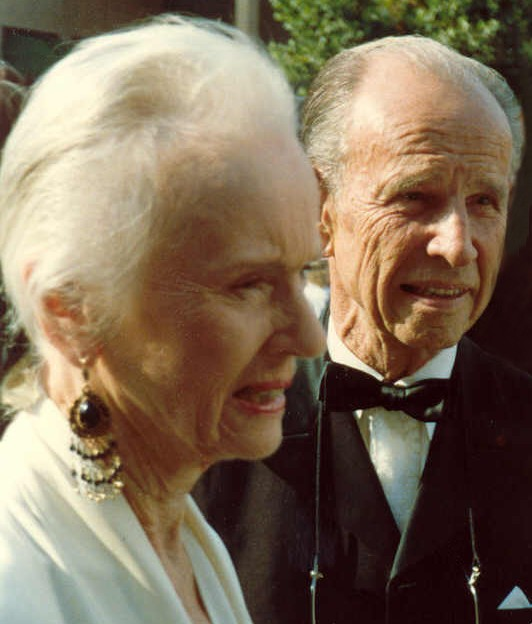
تندی و هیوم کرانین در جوایز امی ۱۹۸۸

جسیکا آلیس تندی (انگلیسی: Jessica Alice Tandy؛ زاده ۷ ژوئن ۱۹۰۹ – درگذشته ۱۱ سپتامبر ۱۹۹۴) هنرپیشه بریتانیایی-آمریکایی بود.

## گزیده فیلمشناسی
از فیلم‌ها یا برنامه‌های تلویزیونی که وی در آن نقش داشته‌است می‌توان به آثار زیر اشاره کرد.
- دره تصمیم (۱۹۴۵)
- ماجراهای یک مرد جوان همینگوی (۱۹۶۲)
- پرندگان (۱۹۶۳)
- جهان به گفته گارپ (فیلم) (۱۹۸۲)
- بهترین دوستان (۱۹۸۲)
- بوستونی‌ها (۱۹۸۴)
- پیله (۱۹۸۵)
- رانندگی برای خانم دیزی (۱۹۸۹)
- گوجه‌فرنگی‌های سبز سرخ‌شده (۱۹۹۱)
- هیشکی احمق نیست (۱۹۹۴)
- کامیلا (۱۹۹۴)

## نامزدی‌ها و جوایز
- جایزه گلدن گلوب بهترین بازیگر زن فیلم موزیکال یا کمدی ۴۷ام (۱۹۹۰)
- جایزه گلدن گلوب بهترین بازیگر نقش مکمل زن ۴۹ام (۱۹۸۹)
- To Dance with the White Dog ‏ (۱۹۹۳)
  - نامزد جایزه امی ساعات پربیننده برای بهترین بازیگر زن در مجموعه کوتاه یا فیلم تلویزیونی
- The Story Lady ‏ (۱۹۹۱)
  - نامزد جایزه گلدن گلوب بهترین بازیگر نقش زن برای سریال کوتاه یا فیلم تلویزیونی
- گوجه فرنگی سبز سرخ شده (۱۹۹۱)
  - نامزد جایزه گلدن گلوب بهترین بازیگر نقش مکمل زن
  - جایزه بفتای بهترین بازیگر نقش اول زن
  - American Comedy Awards
  - جایزه اسکار بهترین بازیگر نقش مکمل زن
- رانندگی برای خانم دیزی (۱۹۸۹)
  - جایزه حلقه منتقدان فیلم نیویورک برای بهترین بازیگر نقش اول زن
  - National Society of Film Critics Award for Best Actress
- American Comedy Awards
- جشنواره بین‌المللی فیلم برلین
- جایزه گلدن گلوب بهترین بازیگر زن فیلم موزیکال یا کمدی
- دیوید دی دوناتلو
- Boston Society of Film Critics Award for Best Actress
- جایزه بفتای بهترین بازیگر نقش اول زن
- جایزه اسکار بهترین بازیگر نقش اول زن ۶۴ام
- Cocoon: The Return ‏ (۱۹۸۸)
  - نامزد جایزه ساترن بهترین بازیگر نقش اول زن
- Foxfire ‏ (۱۹۸۷)
  - جایزه امی ساعات پربیننده برای بهترین بازیگر زن در مجموعه کوتاه یا فیلم تلویزیونی* batteries not included ‏ (۱۹۸۷)
  - جایزه ساترن بهترین بازیگر نقش اول زن
- پیله (۱۹۸۵)
  - نامزد جایزه ساترن بهترین بازیگر نقش اول زن
- Hemingway's Adventures of a Young Man ‏ (۱۹۵۸)
  - نامزد جایزه گلدن گلوب بهترین بازیگر نقش مکمل زن
- Producers' Showcase ‏ (۱۹۵۶)
  - نامزد جایزه امی ساعات پربیننده برای بهترین بازیگر زن در مجموعه کوتاه یا فیلم تلویزیونی
- جایزه مرکز کندی (۱۹۸۶)
- فهرست ستاره‌های پیاده‌رو شهرت هالیوود